# Срђан Лукин
Срђан Лукин (рум.  Варјаш, 4. март 1986) је бивши румунски фудбалер српског порекла. Играо је на позицији одбрамбеног играча.

## Успеси
Политехника Темишвар
- Куп Румуније: (финале: 2008/09)[6]

 Динамо Букурешт
- Куп Румуније  (1) : 2011/12.[7]
- Суперкуп Румуније  (1) : 2012.[8]

 Ботев Пловдив
- Куп Бугарске: (финале: 2013/14)[9]

 Стеауа
- Прва ига Румуније (1)  : 2014/15.[10]
- Куп Румуније  (1) : 2014/15.[11]
- Лига куп Румуније  (1) : 2014/15.[12]

 ЧФР Клуж
- Прва ига Румуније  (1) : 2017/18.[13]